# Salwan Momika

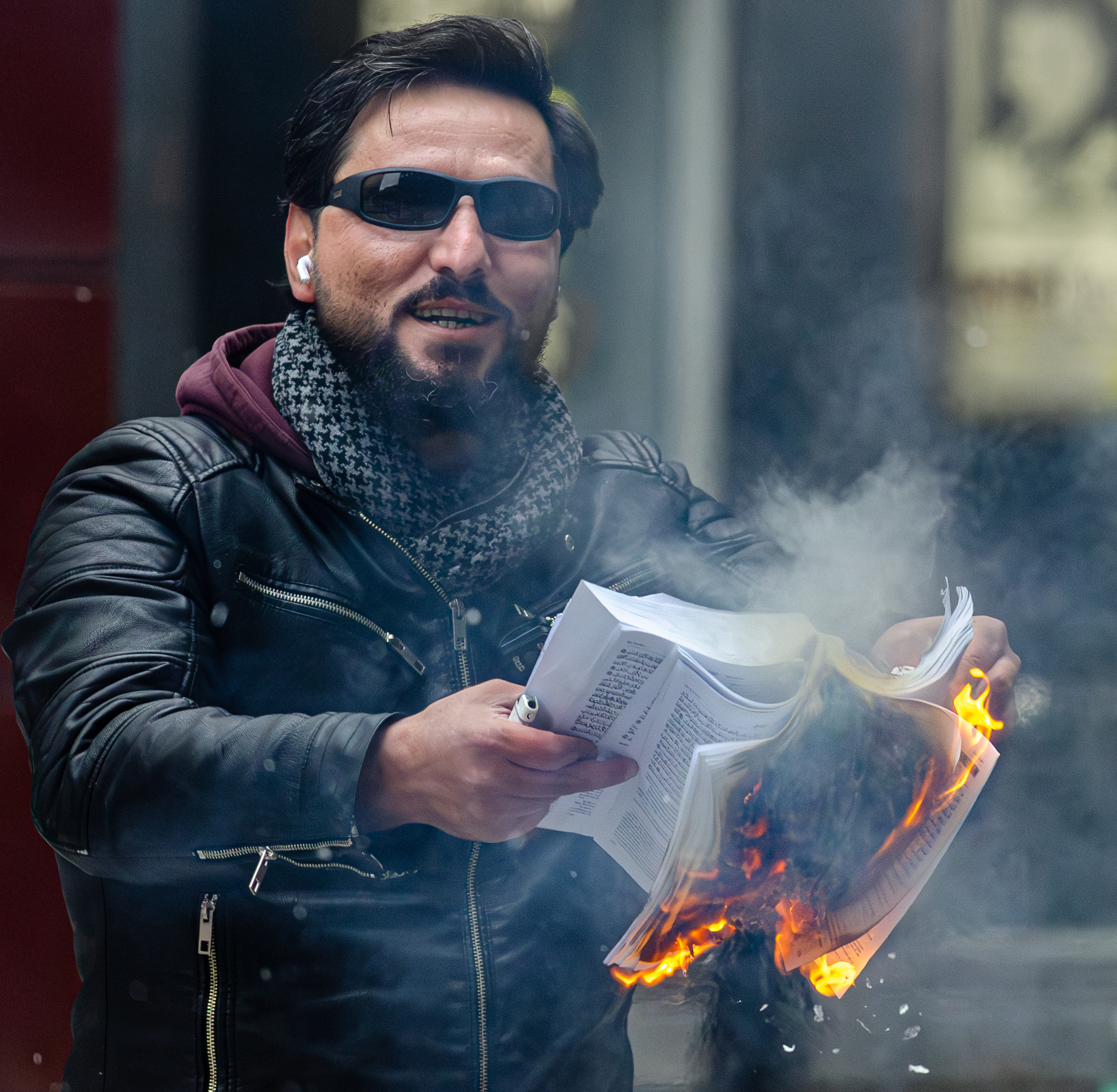
Salwan Momika queimando um Alcorão em 2023

Salwan Momika (árabe: سلوان صباح متَّى موميكا; siríaco: ܣܠܘܢ ܨܒܚ ܡܬܝ ܡܘܡܝܟܐ); (23 de junho de 1986 – 29 de janeiro de 2025) foi um refugiado iraquiano na Suécia e um ativista anti-islâmico ateu, conhecido por queimar o Alcorão em frente a mesquita na Suécia em junho de 2023. Relatos nas redes sociais indicam que ele morreu em 29 de janeiro de 2025, quando foi baleado durante uma transmissão ao vivo no TikTok em um apartamento em Södertälje, perto de Estocolmo.
Em 31 de julho de 2023, ele e o outro refugiado iraquiano Salwan Najem queimaram páginas arrancadas de mais um exemplar do Alcorão e pisam num exemplar em Estocolmo.